# 阿蘭娜·葉
阿蘭娜·葉（英語：Alannah Yip，1993年10月26日—）是一名加拿大女子運動攀登運動員。她曾經獲得2020年泛美攀岩錦標賽女子全能賽金牌。她的父親祖先來自於台山市，母親則為蘇格蘭人。

## 外部連結
- IFSC （页面存档备份，存于） （英文）
- 阿蘭娜·葉的Facebook專頁
- 阿蘭娜·葉的Instagram帳戶